# (36471) 2000 QK26
2000 QK26 (asteroide 36471) é um asteroide da cintura principal. Possui uma excentricidade de 0.18797200 e uma inclinação de 2.29816º.
Este asteroide foi descoberto no dia 27 de agosto de 2000 por Petr Pravec e Peter Kušnirák em Ondřejov.